# X.com (银行)
X.com曾是一家美国网上银行，由埃德·何（Ed Ho）、哈里斯·弗里克（Harris Fricker）、埃隆·马斯克和克里斯托弗·佩恩（Christopher Payne）等人于1999年在加利福尼亚州帕洛阿尔托创立。2000年，它与竞争对手Confinity合并，并在2001年更名为PayPal。x.com这一互联网域名于2022年被马斯克收购，随后从2023年开始将其旗下的Twitter公司更名为X。

## 商业模式
作为世界上最早的在线银行之一，X.com开发并运营了一个金融服务网站，其银行服务由位于科罗拉多州的拉哈拉、受联邦存款保险公司承保的第一西方国民银行（First Western National Bank）提供。
客户无需缴纳费用或透支罚金。新会员推荐人将获得一张20美元的现金卡，每位新注册会员将获得一张10美元的卡。这些特点在当时是独一无二的。例如，客户可以在X.com上输入自己的电子邮件地址来向他人汇款。此外，客户只需在线注册即可开立账户，无需邮寄支票。

## 历史
马斯克在1999年接受哥伦比亚广播公司市场观察采访时表示：“我认为我们现在处于第三阶段，人们已经准备好将互联网作为他们的主要金融存储库。”
1999年1月，马斯克将自己的公司Zip2卖给了康柏公司。一个月后，马斯克投资约1200万美元，于1999年3月与哈里斯·弗里克、克里斯托弗·佩恩以及埃德·何共同创立了X.com。当马斯克在加拿大丰业银行实习时，弗里克曾与他共事，佩恩则是弗里克的朋友，何曾是硅谷图形公司的工程师和Zip2公司的高管。马斯克从Pittsburgh PowerComputer的前所有者手中买下了x.com的域名并用作新公司的名称和域名。该公司最初在一所房屋中运营，后来搬到了帕洛阿尔托的一个办公室。该公司最初由埃隆·马斯克和格雷格·库里（Greg Kouri）资助，他们后来又资助了马斯克之后的数家企业，如特斯拉和SpaceX。
由于对公司经营方式存在分歧，X.com成立五个月后，马斯克解雇了弗里克，另外两位联合创始人佩恩与何也相继离职。
X.com于1999年12月7日正式推出，前Intuit首席执行官比尔·哈里斯（Bill Harris）担任首任首席执行官。在两个月内，X.com成功吸引了超过20万名注册用户。
2000年3月，X.com与其最强劲的竞争对手Confinity合并，后者是一家同样位于帕洛阿尔托的软件公司，开发了名为Paypal的简便支付系统。合并后的新公司于2003年采用了PayPal作为公司的名字。马斯克是其最大股东，并被任命为首席执行官。PayPal于1998年上线，允许PalmPilots用户通过设备的红外端口相互汇款。随后，PayPal发展到支持用户通过电子邮件和网络汇款的程度。
2000年9月，当马斯克在澳大利亚度蜜月时，X.com董事会投票决定将首席执行官由马斯克改为Confinity联合创始人彼得·泰尔。2001年6月，x.com域名更改为PayPal.com。

## 域名
2017年7月，PayPal将域名x.com又卖给了埃隆·马斯克。从2023年开始，x.com开始被马斯克的Twitter使用，Twitter于2022年被马斯克收购，随后在2023年7月正式更名为X。

## 扩展阅读
- Chafkin, Max. . New York: Penguin. 2021. ISBN 978-1-9848-7853-3. OCLC 1241240936 （英语）.
- Soni, Jimmy. . New York: Simon & Schuster. 2022. ISBN 978-1-5011-9725-3. OCLC 1310245824 （英语）.
- Vance, Ashlee.  2nd. New York: Ecco. 2017 [2015]. ISBN 978-0-06-230125-3. OCLC 1050341708 （英语）.